# Anisocorie
Anisocorie is een verschijnsel waarbij er een verschil is in grootte tussen de linker- en rechterpupil.

## Klachten
De belangrijkste klachten bij anisocorie zijn problemen met het zien. Bij een verwijde pupil kan het nabijzien met één oog verminderd zijn. Bij een vernauwde pupil kan het donkerzien met één oog verminderd zijn. Bovendien kan de patiënt of zijn omgeving een verschil in pupilgrootte hebben opgemerkt zonder dat daarbij klachten zijn.

## Oorzaken

### Vernauwde pupil
- iritis: een ontsteking van het regenboogvlies van het oog
- gebruik van pilocarpine-oogdruppels
- morfinegebruik
- Argyll Robertson-pupil bij syfilis
- Syndroom van Horner: een neurologische aandoening
- fysiologisch: zonder onderliggend ziekteproces of uitwendige oorzaak; het betreft een uitsluitingsdiagnose die pas gesteld wordt wanneer andere oorzaken uitgesloten zijn.

### Verwijde pupil
- oogletsel met beschadiging van de pupilkringspier (musculus sphincter pupillae)
- pupilverwijdende oogdruppels met bijvoorbeeld atropine of adrenaline
- uitval van de derde craniale zenuw (nervus oculomotorius)
- Syndroom van Adie: een chronische neurologische aandoening

## Behandeling
Na een eerste diagnose door de huisarts, vindt verdere diagnostiek en behandeling plaats door de oogarts.

## Trivia
- De Britse zanger David Bowie is waarschijnlijk de bekendste persoon die deze aandoening had; zijn linkerpupil was wijder dan de rechter, naar aanleiding van een vechtpartij. Ook voetballer en trainer Frank de Boer en presentator Martien Meiland hebben deze aandoening.
- Het fictieve personage Crazy Frog heeft ook deze aandoening.